# 秘密
秘密，或作機密與祕密，指事物和資料有意識不對外公佈的狀態，社會無法透過公開途徑得知其存在或者內容，也指代在這狀態下的事物和資料。
強調正式用途時稱機密，祕密存在的原因有個人需求、社會需求、建制需求和非法需求（即地下和灰色的活動）。
不是人為而造成的事物和資料的不能被解讀（主體沒有意識去加密或保密），即謎團。分析祕密和謎團狀態下知識的科學，稱神祕學。

## 保密性
保密性（secrecy），又称机密性，一般稱秘密，是指個人或團體的訊息不為其他不應獲得者獲得。在電腦中，許多軟體包括郵件軟體、網路瀏覽器等，都有保密性相關的設定，用以維護用戶資訊的保密性，另外木马软件或駭客有可能會造成保密性的問題。

## 祕密的處理
制造的祕密的行為是保密，消除祕密狀態的行為是解密。祕密的可測量性稱保密性。
即使被發現也無法解讀內容的祕密處理法稱加密，加密前可被解讀的稱明文，加密後無法解讀的稱密文，解讀密文需要密鑰。
具有專業能力以非常規路徑獲得祕密的人有記者、駭客、間諜和臥底，屬情報工作者。

## 祕密活動
- 祕密行銷
- 祕密交易
- 內線交易
- 隱碼攻擊
- 隐祕采訪
- 地下六合彩
- 地下運輸
- 地下音樂
- 祕密拍攝（偷拍）
- 突擊，突擊測驗，突擊檢查……

## 秘密制度
- 秘密建儲制
- 秘密警察
- 秘密投票
- 秘密會議，又稱教宗選舉秘密會議。
- 灰色經濟

## 秘密事物
- 商業機密
- 國家機密
- 秘密出版物
- 秘密盒
- 隱士
- 隱蔽青年
- 隱形戰機
- 隱性廣告
- 神秘顧客
- 灰色軟件
- 灰色文獻
- 地下電台
- 隱秘部位

## 秘密組織
- 秘密結社
- 秘教
  - 密宗、中國秘密宗教、邪教
- 地下錢莊
- 情報機構，有處理公開和不公開情報的地面和地底組織。